# Blackrock, Dublin
Blackrock (iriska: Carraig Dubh, An Charraig Dhubh) är en ort i republiken Irland, 6 km sydost om huvudstaden Dublin. Den ligger därmed i grevskapet Dublin i provinsen Leinster.
Klimatet i området är tempererat. Årsmedeltemperaturen i trakten är 8 °C. Den varmaste månaden är juni, då medeltemperaturen är 13 °C, och den kallaste är januari, med 2 °C.